# Gliese 21
Gliese 21 is een hoofdreeksster van het type M1.0Ve, gelegen in het sterrenbeeld Cepheus op 52,71 lichtjaar van de Zon. De ster heeft een baansnelheid rond het galactisch centrum van 30,0 km/s.